# Notti di New York
Notti di New York (New York Nights) è un film del 1929 diretto da Lewis Milestone.

## Trama
Jill Deverne, alle prese con Fred, un marito alcolizzato, deve mantenerlo con il suo lavoro di ballerina di fila. Quando Fred, che è musicista, finisce di comporre una nuova canzone, lei si offre di mostrarla a Joe Prividi, un boss malavitoso che finanzia lo spettacolo dove la ragazza lavora. Il marito ha dei dubbi sulle buone intenzioni di Prividi ma l'uomo - che vuole conquistare in questo modo Jill - acconsente a inserire il brano nello show.
Fred, insieme al suo socio, Johnny Dolan, si presenta completamente ubriaco all'appuntamento al nightclub. La polizia, che fa irruzione nel locale, lo arresta insieme a Ruthie, una ragazza del corpo di ballo. Disgustata dal comportamento di Fred, Jill accetta di diventare l'amante di Prividi. Quest'ultimo, più tardi, spara a un ubriaco che aggredisce Jill. Finito in carcere, Jill lo va a trovare e vede anche Fred. I due coniugi si riconciliano e cominciano a progettare un futuro diverso e migliore. Ma Prividi non accetta che Jill lo lasci e organizza una sparatoria per uccidere Fred quando questi sarà rilasciato. Il gangster, però, viene portato via. Jill e Fred sono adesso liberi di iniziare una nuova vita insieme.

## Produzione
Il film fu prodotto dalla Joseph M. Schenck Productions.

## Distribuzione
Distribuito dall'United Artists, il film uscì nelle sale cinematografiche USA il 28 dicembre 1929.